# オセロ (1965年の映画)
『オセロ』（Othello）は、1965年に制作・公開されたイギリス映画。原作はウィリアム・シェイクスピアの戯曲『オセロー』。
本作は、この年のゴールデングローブ賞外国映画賞にノミネートされた。また、第38回アカデミー賞においては、本作に出演したローレンス・オリヴィエが主演男優賞、マギー・スミスとジョイス・レッドマンが助演女優賞、フランク・フィンレーが助演男優賞にそれぞれノミネートされた。

## キャスト
※括弧内は日本語吹替（テレビ版・初回放送1975年5月11日『日曜洋画劇場』）
- オセロ: ローレンス・オリヴィエ（高橋昌也）
- デズデモーナ: マギー・スミス（岸田今日子）
- エミリア: ジョイス・レッドマン
- イアーゴ: フランク・フィンレー（西沢利明）
- カッシオ: デレク・ジャコビ
- ロデリゴ: ロバート・ラング
- ロドヴィコ: ケネス・マッキントッシュ
- ブラバンショ: アンソニー・ニコルズ
- ビアンカ: シェイラ・リード
- モンターノ: エドワード・ハードウィック
- 公爵: マイケル・ガンボン